# マイケル・ゴードン (映画監督)
マイケル・ゴードン（Michael Gordon、出生名：アーヴィング・クニン・ゴードン (Irving Kunin Gordon)、1909年9月6日 - 1993年4月29日）は、アメリカ合衆国の舞台俳優、演出家、映画監督。

## 経歴
ゴードンは、メリーランド州ボルティモアに生まれ、中流階級のユダヤ人コミュニティの中で育った。ゴードンはグループ・シアター (ニューヨーク)の一員であり（1935年 - 1940年）、マッカーシズムの時代に共産主義者としてブラックリストに載せられていた。ゴードンは後に、カリフォルニア大学ロサンゼルス校 (UCLA) の演劇学科の教員となった。ゴードンはコネチカット州ニコルズ (コネチカット州)のパイン・ブルック・カントリー・クラブで夏を過ごしていた。パインブルックは、グループ・シアターの夏の拠点として知られるようになっていった。同じように当地で夏を過ごしていた芸術家たちには、エリア・カザン、ハリー・モーガン、ジョン・ガーフィールド、リー・J・コッブ、ウィル・ギア、クリフォード・オデッツ、ハワード・ダ・シルヴァ、アーウィン・ショーらがいた。
ゴードンは、ブラックリストの乗っていたため、ハリウッドにおける経歴は、ふたつの時期に分かれている。1940年、ゴードンはダイアログ・ディレクターとして映画の仕事を始め、やがてB級映画の監督となった。1940年代後半、ゴードンは、アクション映画作品だけでなくメロドラマやフィルム・ノワールも手がけることで、頭角を現した。1950年に監督した映画『シラノ・ド・ベルジュラック (Cyrano de Bergerac)』では、ホセ・フェラーが第23回アカデミー賞で主演男優賞を獲得した。ブラックリストに載った後の一時期、ゴードンは作品を監督することができなくなったが、1950年代末に映画プロデューサーのロス・ハンター (映画プロデューサー)によって、ドリス・デイとロック・ハドソンが主演する映画『夜を楽しく』の監督としてハリウッドに呼び戻された。以降、ゴードンの第二の活動期には、もっぱら気楽なコメディ映画作品が生み出された。
ゴードンは、アメリカ合衆国の俳優、映画監督、脚本家、プロデューサ—、編集者であるジョゼフ・ゴードン＝レヴィットの母方の祖父にあたる。

## 監督作品
- Boston Blackie Goes Hollywood - 1942年
- Crime Doctor - 1943年
- The Web - 1947年
- Another Part of the Forest - 1948年
- An Act of Murder - 1948年
- The Lady Gambles - 1949年
- 恋人よ、いま一度 (Once More, My Darling) - 1949年
- シラノ・ド・ベルジュラック (Cyrano de Bergerac) - 1950年
- I Can Get It for You Wholesale - 1951年
- 脱獄者の秘密 (The Secret of Convict Lake) - 1951年
- 夜を楽しく (Pillow Talk) - 1959年
- 黒い肖像 (Portrait in Black) - 1960年
- プレイボーイ (Boys' Night Out) - 1962年
- 女房は生きていた (Move Over, Darling) - 1963年
- 恋のクレジット (For Love or Money) - 1963年
- すべてをアナタに (A Very Special Favor) - 1964年
- テキサス (Texas Across the River) - 1966年
- おかしなおかしなおかしな親父 (How Do I Love Thee?) - 1970年